# Facinas
Facinas est un village andalou, situé dans la province de Cadix près du parc naturel de Los Alcornocales et à proximité des villes de Tarifa et de Vejer de la Frontera. 

## Histoire
Bien que la population actuelle soit récente, il existe un important complexe mégalithique avec plusieurs dolmens dans sa Sierra de Saladaviciosa qui témoignent de populations préhistoriques dans le lieu Le nom de Facinas, précédemment documenté comme Feçina, dérive probablement de Festiana, le nom d'une villa romaine appartenant à un certain Festus. À environ 5 km au nord-est, à côté de la route CA-221 vers Los Barrios, se trouve la colline de Torrejosa ou Almodóvar, où seraient morts les martyrs Servando et Germán, patrons du diocèse de Cadix.

## Économie
Les principales activités économiques sont le travail forestier, l'hôtellerie et la construction. Facinas dispose de services publics essentiels, tels qu'un centre de santé, une école publique, un poste de police et des installations sportives et culturelles.

## Voies de communication
L'accès à Facinas se fait par la N-340 par des embouchures situées aux kilomètres 65 et 67 de cette route. Il y a des bus quotidiens vers Algésiras, La Línea de la Concepción, Cadix, Séville et Málaga.